# Léon Rey
Henri Hippolyte Honoré Léon Rey, noto semplicemente come Léon Rey (Faremoutiers, 27 agosto 1887 – Parigi, 3 novembre 1954), è stato un archeologo francese.

## Biografia
Nacque a Faremoutiers il 27 agosto 1887. Diplomatosi al liceo Fénelon prestò servizio militare per tre anni come volontario dal 1905 e iniziò gli studi giuridici su impulso della famiglia ma li abbandonò presto per dedicarsi al suo interesse per la storia e si iscrisse nel 1909 all'École nationale des chartes, laureandosi come archivista e paleografo nel gennaio 1914 con una tesi sulla conquista del Regno di Napoli da parte di Luigi XII.
Pochi mesi dopo la laurea in seguito allo scoppio della prima guerra mondiale si arruolò nell'Armée de terre e fu assegnato al 106º Reggimento di fanteria a Verdun. Nel 1916 fu trasferito al corpo francese dell'Armata d'oriente agli ordini del generale Maurice Sarrail e fu assegnato al servizio archeologico, conoscendo a Salonicco l'illustre orientalista François Thureau-Dangin. Il servizio archeologico si concentrò soprattutto sui villaggi preistorici in Macedonia e alcune sue scoperte furono pubblicate sul Bulletin de correspondance hellénique da Charles Picard.
Nel primo dopoguerra diresse la missione archeologica francese in Albania istituita nel 1923 su iniziativa del deputato Justin Godart, conducendo i primi scavi di Apollonia e contribuendo all'istituzione del suo primo museo archeologico, originariamente sito a Valona e devastato durante l'invasione italiana dell'Albania; collaborò strettamente col collega albanese Hasan Ceka e iniziò anche la stesura di un dizionario topo-bibliografico delle antichità albanesi, rimasto incompiuto, contribuendo anche alla rivista Albania (edita da Ernest Leroux). Costretto dagli sviluppi bellici a tornare in Francia, tentò di recarsi nell'Albania socialista nel 1945 ma gli fu negato il permesso di soggiorno.
In patria si dedicò allo studio della figura di Maria Antonietta e in particolare al Petit Trianon, porzione della reggia di Versailles prediletta dalla regina francese, e negli ultimi anni della sua vita condusse un'indagine sul restauro di Versailles a partire da Napoleone Bonaparte.
Morì il 3 novembre 1954 a Parigi. Dopo la morte nel 2021 è stato decorato postumo dal Presidente della Repubblica d'Albania Ilir Meta celebrando il centenario della cooperazione archeologica franco-albanese.

## Opere
- (FR) Guide de l'Albanie, Office du tourisme de l'Albanie, 1930.
- (FR) Le Petit Trianon et le Hameau de Marie-Antoinette, 1937.
- (EN) Crevecoeur and the First Franco-American Packet Line Leon Rey, traduzione di Kent Foster, 1951.